# گهواره دریایی کرک‌دار
گهواره دریایی کرک‌دار (نام علمی: Acanthopleura granulata) نام یک گونه از رده گهواره دریایی است.